# 마이크 맥팔레인
마이클 ("마이크") 앤서니 맥팔레인(Michael ("Mike") Anthony McFarlane, 1960년 5월 2일~2023년 6월 6일)는 100m와 200m에 주로 나간 전 영국의 육상 선수이다.

## 주요 이력
런던의 해크니구에 살아온 맥팔레인은 3개의 행사들에 잉글랜드 학교 소년 200m를 우승한 학생으로서 경력을 시작하였다. 이 성공은 그가 AAA 주니어 실내 60m/200m 타이틀을 우승하면서 지속되었다. 이 일은 실외 AAA 주니어 200m 승리에 의하여 따라졌다. 그는 또한 사우스 잉글랜드 챔피언이었고, 1979년/1980년 시즌에 유럽 주니어 선수권과 AAA 실내 200m 타이틀을 우승하였다.
1980년 모스크바 올림픽에 나가 200m에서 준준결승전에 진출하였다. 그는 또한 결승전에 도달하여 38.62초의 영국 신기록과 4위를 한 400m 릴레이 팀의 일원이었다. 영국 선수권 200m를 우승한 후, 1982년 자신의 2번째 코먼웰스 게임에 참가하여 모스크바 올림픽 100m 챔피언 앨런 웰스(스코틀랜드)와 공동으로 우승하였다.
1984년 영국 선수권 100m를 우승하고 나서, 로스앤젤레스 올림픽에 나가 100m 결승전에 도달하여 5위를 하였다. 1985년 맥팔레인은 60m에서 유럽 실내 선수권을 우승하였다. 1986년 에딘버러에서 열린 코먼웰스 게임에서 100m 동메달과 릴레이 은메달을 땄다. 1987년 세계 육상 선수권 대회에서 100m를 달린 그는 결승전 진출에 실패하였다.
1988년 서울 올림픽에서 그는 동료 선수 엘리엇 버니, 존 레지스, 린퍼드 크리스티와 함께 은메달을 획득하였다.
그는 은퇴에 이어서 코치를 맡는 데 성공적인 경력을 만들고, 리 밸리에 있는 국립 육상 센터에 기지를 둔 영국 육상을 위한 높은 상연의 코치이다.

## 개인 최고 전력
- 100m - 10.22초
- 200m - 20.43초